# Monsieur Mosse

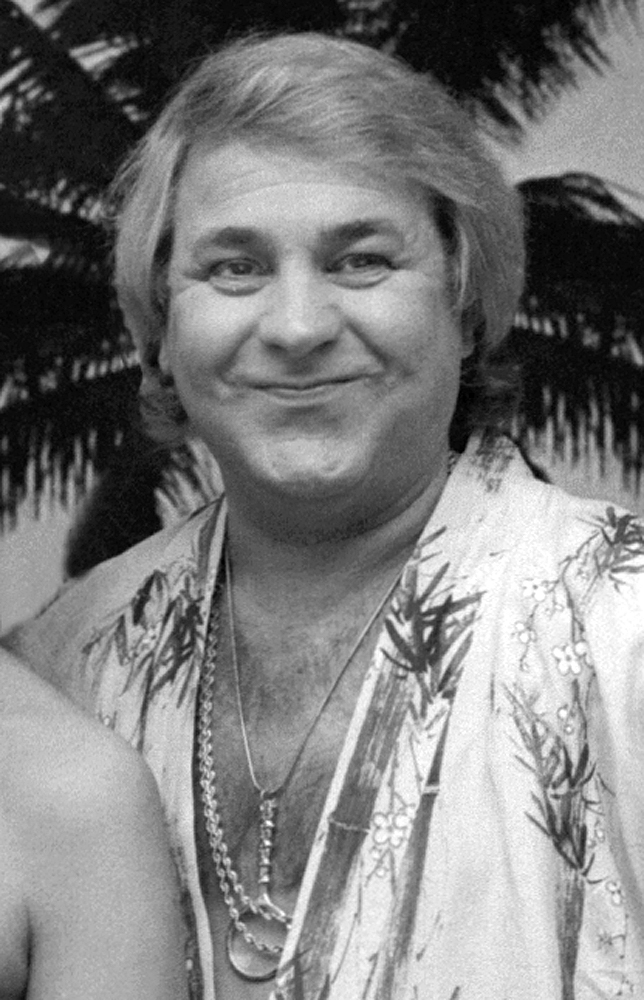
Monsieur Mosse um 1980

Monsieur Mosse, eigentlich Raimo Urmas Jääskeläinen (geboren am 26. Mai 1932 in der Landgemeinde Helsinki, dem heutigen Vantaa; gestorben am 22. August 1992 in Helsinki), war ein finnischer Visagist. Bekannt ist er insbesondere, da er sich 1971 als erste und für lange Zeit einzige Person des öffentlichen Lebens in Finnland zu seiner Homosexualität bekannte.

## Leben
Jääskeläinen begann seine Karriere in den 1950er Jahren als Visagist beim Privatfernsehsender MTV. 1964 eröffnete er seinen eigenen Schönheitssalon in Helsinki, der bald zu einem der gesellschaftlichen Mittelpunkte der finnischen Hautevolee wurde. Jääskeläinen umgab sich bevorzugt mit den Stars und Sternchen der Film- und Schlagerszene, versuchte sich selbst gelegentlich als Schauspieler, und pflegte einen für finnische Verhältnisse recht exaltierten Lebenswandel, so dass die Boulevardmedien oft über ihn berichteten. Im Mai 1971, kurz nachdem Homosexualität in Finnland entkriminalisiert wurde, wagte er in einem Interview mit der Illustrierten Hymy ein öffentliches Coming-out und löste so einen Skandal aus. Durch seine freizügigen Bekenntnisse in den folgenden Nummern wurde die in der finnischen Gesellschaft tabuisierte Homosexualität erstmals breit diskutiert; Jääskeläinen outete der Zeitschrift gegenüber auch weitere finnische Prominente, doch wurden die Namen durchweg geschwärzt, so dass viel Raum für Spekulationen blieb.
Kurz nach diesen Enthüllungen ging sein Salon bankrott. Jääskeläinen lebte danach in Spanien und den USA und kehrte erst 1982 wieder nach Finnland zurück, um seine Memoiren Voi pojat, kun tietäisitte! (dt. „Ach Jungs, wenn ihr nur wüsstet!“) zu veröffentlichen. 1992 starb er in Helsinki an den Komplikationen einer Herzoperation.